# Kardinge (ijsbaan)
De ijsbaan van Groningen bevindt zich sinds 1993 in het Sportcentrum Kardinge in de Nederlandse stad Groningen.

## Beschrijving
Het centrum beschikt over een volledig overkapte ijsbaan die echter niet als indoorbaan aangeduid mag worden, omdat de hal niet compleet afgesloten kan worden van de buitenlucht. In het dak van de ijshal bevinden zich een aantal verticale openingen waardoorheen, bij zware regenbuien, nog water op het binnenterrein terecht kan komen. Kardinge is anno november 2020 de op twee na snelste ijsbaan in Nederland en de nummer 28 op de lijst van snelste ijsbanen ter wereld.
Op de baan van Kardinge zijn veel Nederlandse kampioenschappen gehouden, zo is het NK Sprint al elfmaal in Kardinge verreden. In 2001 werd het WK Junioren hier georganiseerd en op 28 februari en 1 maart 2009 waren de junioren in Groningen voor de World Cup Finale voor junioren.

## Grote kampioenschappen
Internationale kampioenschappen
- 2001 - WK junioren

Nationale kampioenschappen
| - 1996 - NK afstanden - 1997 - NK sprint - 1998 - NK sprint - 1999 - NK afstanden - 1999 - NK sprint - 2002 - NK afstanden - 2002 - NK sprint - 2003 - NK sprint | - 2005 - NK sprint - 2007 - NK sprint - 2008 - NK allround - 2009 - NK sprint - 2010 - NK sprint - 2013 - NK sprint - 2015 - NK sprint - 2017 - KNSB Cup |

## Baanrecords
| Afstand              | Schaatser                                    | Land | Tijd     | Datum         |
| -------------------- | -------------------------------------------- | ---- | -------- | ------------- |
| 100 m                | Michael Poot                                 | NED  | 09,80    | 27-01-2007    |
| 500 m                | Ronald Mulder                                | NED  | 35,23    | 06-01-2013    |
| 1000 m               | Kai Verbij                                   | NED  | 1.09,54  | 30-10-2016    |
| 1500 m               | Sven Kramer                                  | NED  | 1.46,88  | 29-10-2016    |
| 3000 m               | Marcel Bosker                                | NED  | 3.51,09  | 14-11-2015    |
| 5000 m               | Sven Kramer                                  | NED  | 6.20,40  | 28-10-2016    |
| 10.000 m             | Sven Kramer                                  | NED  | 13.07,63 | 30-10-2016    |
| Ploegenachtervolging | Lucas van Alphen Pim Cazemier Demian Roelofs | NED  | 3.57,77  | 01-03-2009    |
| 2×500 m              | Jan Bos                                      | NED  | 72,440   | 02-11-2001    |
| Sprintvierkamp       | Hein Otterspeer                              | NED  | 141,380  | 17/18-01-2015 |
| Minivierkamp         | Stefan Westenbroek                           | NED  | 152,454  | 19/20-01-2019 |
| Kleine vierkamp      | Jan Blokhuijsen                              | NED  | 154,919  | 01-02-2008    |
| Grote vierkamp       | Sven Kramer                                  | NED  | 153,514  | 29/30-12-2007 |

| Afstand              | Schaatsster                                           | Land | Tijd     | Datum                 |
| -------------------- | ----------------------------------------------------- | ---- | -------- | --------------------- |
| 100 m                | Floor van den Brandt                                  | NED  | 10,69    | 24-02-2018            |
| 500 m                | Thijsje Oenema                                        | NED  | 38,78    | 17-01-2015 18-01-2015 |
| 1000 m               | Jorien ter Mors                                       | NED  | 1.16,36  | 30-10-2016            |
| 1500 m               | Jorien ter Mors                                       | NED  | 1.58,54  | 28-10-2016            |
| 3000 m               | Ireen Wüst                                            | NED  | 4.07,65  | 29-10-2016            |
| 5000 m               | Carlijn Achtereekte                                   | NED  | 7.06,49  | 30-10-2016            |
| 10.000 m             | Cathrine Grage                                        | DEN  | 15.51,59 | 25-03-2007            |
| Ploegenachtervolging | Jorieke van der Geest Roxanne van Hemert Yvonne Nauta | NED  | 3.11,69  | 01-03-2009            |
| 2×500 m              | Andrea Nuyt                                           | NED  | 79,540   | 02-11-2001            |
| Sprintvierkamp       | Thijsje Oenema                                        | NED  | 156,200  | 17/18-01-2015         |
| Minivierkamp         | Robin Groot                                           | NED  | 164,362  | 02/03-02-2019         |
| Kleine vierkamp      | Ireen Wüst                                            | NED  | 166,264  | 29/30-12-2007         |

## IJsstadion Stadspark
In december 1970 werd de oude natuurijsbaan in het Stadspark vervangen door een kunstijsbaan. Begin jaren 90 moest de ijsbaan plaatsmaken voor een overdekte baan in het sportcentrum Kardinge gelegen tussen Beijum en Lewenborg, twee wijken in het noordoosten van de stad.

### Grote kampioenschappen
Internationale kampioenschappen
- 1985 - EK allround vrouwen
- 1987 - EK allround vrouwen

Nationale kampioenschappen
- 1976 - NK sprint

## Natuurijsbaan Stadspark
De natuurijsbaan in het Stadspark te Groningen was tot 1969 eigendom van de IJsvereniging Groningen. De ijsbaan aan de Eelderstraatweg bestond al jaren toen het Stadspark nog aangelegd moest worden.

### Grote kampioenschappen
Nadat in 1893 de eerste officiële wereldkampioenschappen waren gehouden op de IJsbaan van Amsterdam, was in 1905 die in Groningen aan de beurt om als tweede ijsbaan in Nederland het WK Allround te organiseren. Coen de Koning eiste hier de wereldtitel op door drie van de vier afstanden te winnen, alleen de 500 meter kon de geboren Edammer niet naar zijn hand zetten.
Internationale kampioenschappen
- 1905 - WK allround mannen

Nationale kampioenschappen
- 1903 - NK allround mannen
- 1922 - NK allround mannen
- 1929 - NK allround mannen
- 1940 - NK allround mannen
- 1963 - NK allround mannen/vrouwen